# Drapeau de la République socialiste soviétique kirghize

Le drapeau de la RSS kirghize.

Le drapeau de la RSS kirghize est adopté par la République socialiste soviétique kirghize le 22 décembre 1952 et utilisé jusqu'en 1992. Son apparence est définie par la Constitution et comprend des bandes rouges, bleus et blanche ainsi qu'un symbole de faucille et marteau et une étoile soviétique.

## Historique
La RSS kirghize naît le 5 décembre 1936 de la réorganisation de la République soviétique socialiste autonome kirghize. De 1936 à 1953, le drapeau est un simple tissu rouge sur lequel figurent en lettres dorées les mots « République socialiste soviétique de Kirghizie » et des symboles communistes. En juin 1953, elle se dote d'un nouveau drapeau qui est peu à peu rendu obligatoire sur les bâtiments officiels et est mis en avant lors des cérémonies et jours de fête.
En 1978 est adoptée une Constitution où sont inscrites l'existence et l'apparence du drapeau de la RSS kirghize, à l'article 168. Les articles précédents et suivants définissent d'autres symboles, comme l'emblème du pays et son hymne. Lev Gavrilovitch Trouskovsky est présenté comme la personne à l'origine de la première ébauche du drapeau.
Après l'indépendance du Kirghizistan, qui quitte l'URSS le 31 août 1991, le drapeau de l'époque soviétique reste officiellement utilisé par la république du Kirghizistan jusqu'au 3 mars 1992, lorsque le pays adopte un nouveau drapeau.

## Description
La nouvelle apparence du drapeau de la RSS kirghize, apparue en 1953, est définie en 1978 par sa Constitution, en particulier l'article 168. Celui-ci précise que le drapeau est « un drapeau rouge avec une bande bleue au milieu sur toute la longueur du drapeau. La bande bleue représente un tiers de la largeur du drapeau. Le long de la bande bleue centrale se trouve une bande blanche égale à un vingtième de la largeur du drapeau. Sur la partie supérieure rouge du drapeau, au niveau de la hampe, se trouvent une faucille et un marteau dorés et, au-dessus, une étoile rouge à cinq branches encadrée d'une bordure dorée. Le rapport entre la largeur et la longueur du drapeau est de 1:2. ».